# Япония на зимних Олимпийских играх 1936
Япония принимала участие в Зимних Олимпийских играх 1936 года в Гармиш-Партенкирхене (Германия) в третий раз за свою историю, но не завоевала ни одной медали.